# Collier Trophy

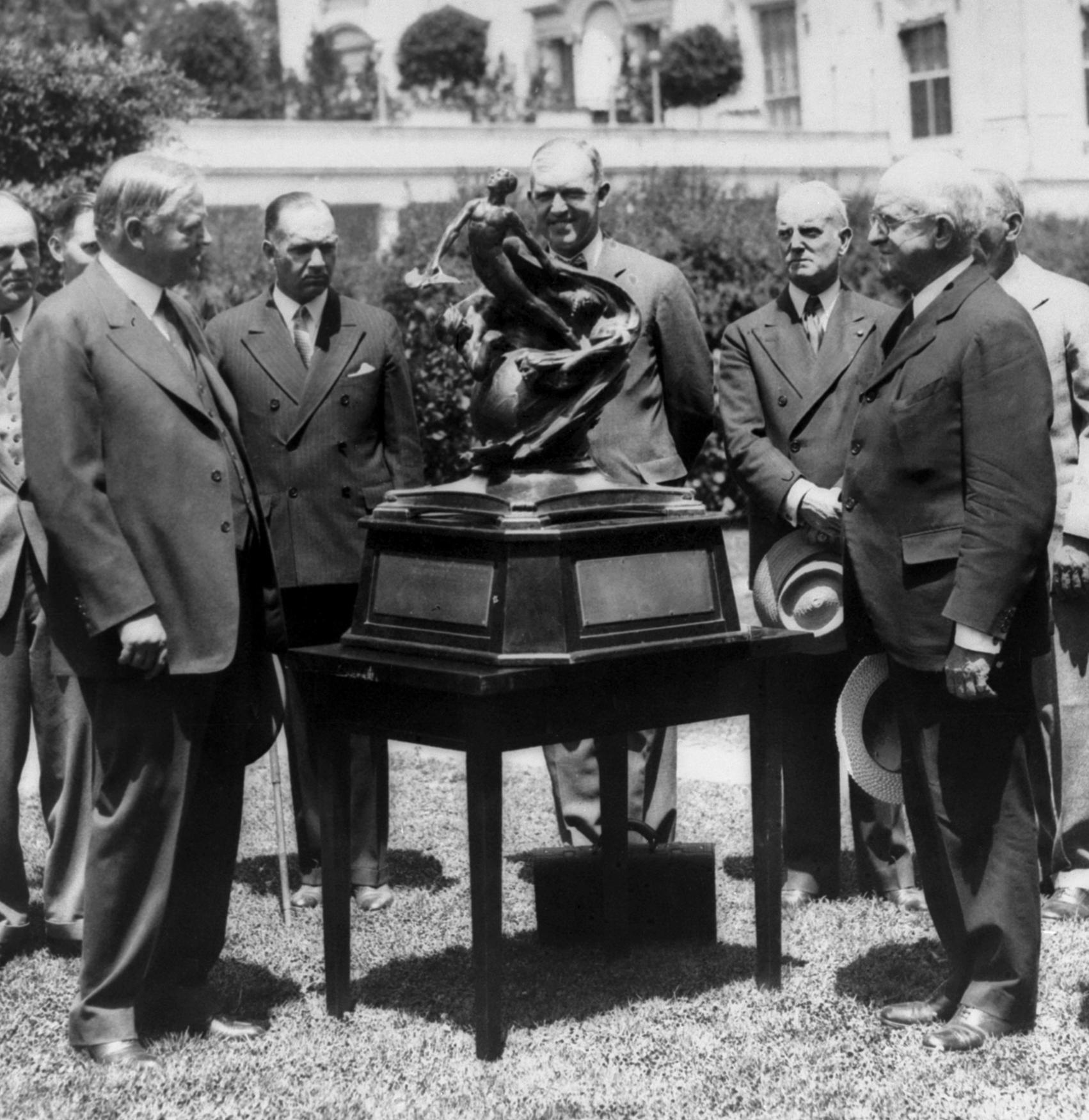
Herbert Hoover předává Collier Trophy Josephu Amesovi z NACA (1929)

Collier Trophy (česky Collierova trofej, do roku 1922 Aero Club of America Trophy) je cena každoročně udělovaná v Spojených státech v oblasti letectví a kosmonautiky.
Uděluje se za „největší úspěch v letectví a kosmonautice s přihlédnutím k zlepšování výkonnosti, účinnosti a bezpečnosti leteckých a kosmických dopravních prostředků, jehož hodnota byla přesvědčivě demonstrována v předchozím roce“.
Ocenění založili v roce 1910 Robert J. Collier, vydavatel časopisu Colliers Weekly a prezident Aero Club of America, poprvé byla cena udělena v roce 1911. Jeho jménem byla pojmenována v roce 1922, když Aero Club zanikl a cenu a její udělování převzala NAA. Oficiálně nese Collierovo jméno až od roku 1944. Trofej váží 240 kg a je vystavena v National Air and Space Museum ve Washingtonu, D.C.

## Ocenění podle let
- 1911 Glenn Curtiss
- 1912 Glenn Curtiss
- 1913 Orville Wright
- 1914 Elmer Ambrose Sperry a Lawrence Sperry
- 1915 Starling Burgess
- 1916 Elmer Sperry
- 1917–1920 neuděleno
- 1921 Grover Loening
- 1922 U.S. Air Mail Service
- 1923 U.S. Air Mail Service
- 1924 U.S. Army Air Service
- 1925 Sylvanus Albert Reed
- 1926 Edward Hoffman
- 1927 Charles Lanier Lawrance
- 1928 sekce pro letectví Ministerstva obchodu USA
- 1929 National Advisory Committee for Aeronautics
- 1930 Harold Pitcairn
- 1931 Packard Motor Car Company
- 1932 Glenn Luther Martin
- 1933 Hamilton Standard Propeller Company a Frank Walker Caldwell
- 1934 Albert Francis Hegenberger
- 1935 Donald Wills Douglas
- 1936 Pan American Airways
- 1937 Armádní letecký sbor Spojených států amerických
- 1938 Howard Hughes
- 1939 Airlines of the U.S.
- 1940 Sanford Alexander Moss a Army Air Corps
- 1941 Army Air Forces a USA Airlines
- 1942 Henry H. Arnold
- 1943 Luis de Florez
- 1944 Carl A. Spaatz
- 1945 Luis Walter Alvarez
- 1946 Lewis A. Rodert
- 1947 John Stack, Lawrence D. Bell, Chuck Yeager
- 1948 Radio Technical Commission for Aeronautics
- 1949 William P. Lear
- 1950 Military Services a Coast Guard
- 1951 John Stack
- 1952 Leonard S. Hobbs
- 1953 James Howard Kindelberger, Edward H. Heinemann
- 1954 Richard T. Whitcomb
- 1955 William M. Allen, General Nathan F. Twining
- 1956 Charles J. McCarthy, Viceadmirál James S. Russell
- 1957 Edward P. Curtis
- 1958 United States Air Force a Clarence Johnson, Neil Burgess a Gerhard Neumann, Major Howard C. Johnson, kapitán Walter W. Irwin
- 1959 United States Air Force, Convair Division General Dynamics Corporation and Space Technology Laboratories, Inc.
- 1960 Viceadmiral William F. Raborn
- 1961 Major Robert M. White, Joseph Walker, Albert Scott Crossfield a Forrest Petersen
- 1962 Scott Carpenter, Gordon Cooper, John Glenn, Virgil Grissom, Walter Schirra, Alan Shepard, Deke Slayton
- 1963 Clarence Johnson
- 1964 Curtis E. LeMay
- 1965 James Edwin Webb a Hugh Latimer Dryden
- 1966 James Smith McDonnell
- 1967 Lawrence A. Hyland
- 1968 Frank Borman, James Arthur Lovell a William Alison Anders
- 1969 Neil Armstrong, Buzz Aldrin a Michael Collins
- 1970 Boeing
- 1971 David Randolph Scott, James Benson Irwin a Alfred M. Worden
- 1972 důstojníci a posádky 7th a 8th Air Force USAF a Task Force 77 USN
- 1973 Skylab
- 1974 Dr. John F. Clark a Daniel J. Fink
- 1975 David S. Lewis
- 1976 United States Air Force a Rockwell International
- 1977 Generál Robert J. Dixon
- 1978 Sam B. Williams
- 1979 Dr. Paul B. MacCready
- 1980 tým mise Voyager (Dr. Edward C. Stone)
- 1981 National Aeronautics and Space Administration, Rockwell International, Martin Marietta, Thiokol
- 1982 T. A. Wilson a Boeing
- 1983 United States Army a Hughes Aircraft Helicopters
- 1984 National Aeronautics and Space Administration a Martin Marietta
- 1985 Russell W. Meyer
- 1986 Jeana Yeager, Richard Glenn Rutan, Burt Rutan
- 1987 NASA Lewis Research Center a tým NASA/industry Advanced Turboprop
- 1988 Richard Harrison Truly
- 1989 Ben Rich a United States Air Force
- 1990 Bell Boeing
- 1991 Northrop Corporation a United States Air Force
- 1992 Global Positioning System, United States Air Force, United States Naval Research Laboratory, Aerospace Corporation, Rockwell International a IBM Federal Systems Company
- 1993 Hubbleův vesmírný dalekohled
- 1994 United States Air Force, McDonnell Douglas, United States Army
- 1995 Boeing
- 1996 Cessna Aircraft Company
- 1997 Gulfstream Aerospace Corporation
- 1998 Lockheed Martin, GE Aircraft Engines, NASA, Air Combat Command of the United States Air Force a Defense Intelligence Agency
- 1999 Boeing, GE Aircraft Engines, Northrop Grumman, Raytheon a United States Navy
- 2000 Northrop Grumman, Rolls-Royce, Raytheon, L-3 Communications, United States Air Force a Defense Advanced Research Projects Agency
- 2001 Pratt & Whitney, Rolls-Royce, Lockheed Martin, Northrop Grumman, BAE Systems a Joint Strike Fighter Program Office
- 2002 Sikorsky Aircraft Corporation
- 2003 tým Gulfstream G550
- 2004 Paul Allen, Burt Rutan, Doug Shane, Michael Melvill, Brian Binnie
- 2005 Eclipse Aviation
- 2006 Lockheed Martin, Boeing, Pratt & Whitney, Northrop Grumman, Raytheon, BAE Systems, United States Air Force jakož i přibližně 1000 jeho menších dodavatelů z celkem 42 amerických států
- 2007 několik open i soukromých organizací a firem za práci na Automatic Dependent Surveillance-Broadcast (ADB-S)
- 2008 Commercial Aviation Safety Team
- 2009 International Space Station
- 2010 Sikorsky Aircraft Corporation, Sikorsky X2 Technology™ Demonstrator Team
- 2011 Boeing 787
- 2012 Mars Science Laboratory
- 2013 Northrop Grumman, U.S. Navy a X-47B-Team
- 2014 Gulfstream Aerospace za G650.
- 2015 Týn NASA-JPL mise Dawn za průzkum protoplanety Vesta a trpasličí planety Ceres.
- 2016 Tým  Blue Origin za demonstrátor znovupoužitelného raketového stupně s New Shepard
- 2017 Cirrus Aircraft za návrh, certifikaci a uvedení do provozu SF50 Vision, prvního jednomotorového osobního proudového letadla; a za jejich zahrnutí padákového systému Cirrus Airframe Parachute System (CAPS) do letadla
- 2018 Tým Automatic Ground Collision Avoidance System (Auto-GCAS), který zahrnoval Air Force Research Laboratory, Lockheed Martin, kancelář programu F-35, a NASA za život zachraňující technologie
- 2019 Tým USAF-Boeing X-37B za vývoj a nasazení znovupoužitelného autonomního raketoplánu
- 2020 Garmin za návrh, vývoj a nasazení Garmin Autoland, prvního certifikovaného autonomního systému na světě, který se aktivuje v případě nouze, aby bezpečně řídil a přistával letadlo bez lidského zásahu
- 2021 Tým NASA/JPL/Ingenuity za první řiditelný poháněný let letadla na jiné planetě, který otevřel nebe Marsu a jiných světech pro budoucí vědecké a průzkumné mise[1]
- 2022 Vesmírný dalekohled Jamese Webba[2]